# Киста
Киста (слч. Kysta) насељено је мјесто са административним статусом сеоске општине (слч. obec) у округу Требишов, у Кошичком крају, Словачка Република.

## Становништво
| Година:    | 1994. | 2004.   | 2014.   | 2024.   |
| ---------- | ----- | ------- | ------- | ------- |
| Број људи: | 412   | 406     | 374     | 402     |
| Разлика:   |       | -1,45 % | -7,88 % | +7,48 % |

| Година:    | 2023. | 2024.   |
| ---------- | ----- | ------- |
| Број људи: | 395   | 402     |
| Разлика:   |       | +1,77 % |

Према подацима о броју становника из 2011. године насеље је имало 384 становника.